# Peter Seyffardt

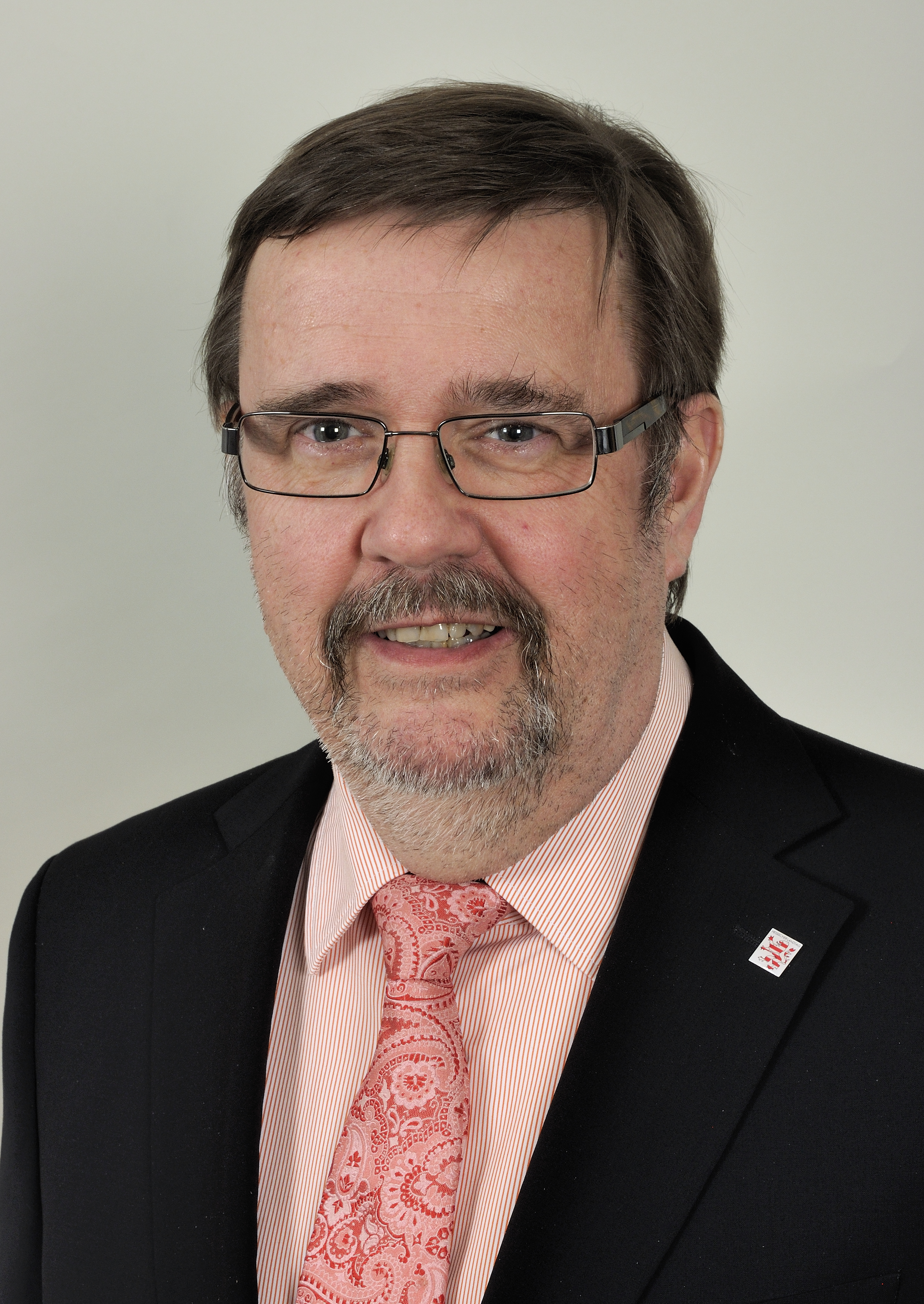
Hans-Peter Seyffardt (2013).

Hans-Peter Seyffardt (* 10. Mai 1954) ist ein deutscher Politiker (CDU) und war in der 18. Wahlperiode von 2009 bis 2014 Abgeordneter des Hessischen Landtags.

## Ausbildung und Beruf
Nach dem Abitur im Jahr 1975 und dem anschließenden Wehrdienst ging Hans-Peter Seyffardt als Trainee Winemaker für ein Jahr nach Südafrika. Von 1977 bis 1980 absolvierte er ein Studium zum Diplom-Ingenieur für Weinbau und Getränketechnologie am Fachbereich Geisenheim der Fachhochschule Wiesbaden, um anschließend für sieben Monate nach Argentinien zu gehen. Seit 1982 arbeitet Seyffart im Weingut Diefenhardt in Eltville am Rhein/Martinsthal, zunächst als technischer Betriebsleiter und Miteigentümer, seit 1997 als Betriebsleiter und Inhaber.

## Politik
Hans-Peter Seyffardt gehört der CDU seit 1981 an. Seit 1988 ist er Vorsitzender des Ortsverbands Martinsthal und seit 1995 im Vorstand des Stadtverbands Eltville. 
Seyffardt ist seit 1993 Stadtverordneter der Stadt Eltville am Rhein und war dort von 1997 bis 2003 stellvertretender Fraktionsvorsitzender der CDU. Seit 2003 hat er den Vorsitz der CDU-Fraktion inne.
Seit dem 6. Februar 2009 war Seyffardt Abgeordneter des Hessischen Landtags. Er rückte für Petra Müller-Klepper nach, die als Staatssekretärin ins Hessische Ministerium für Arbeit, Familie und Gesundheit wechselte und ihr Abgeordnetenmandat niederlegen musste. Bei der Landtagswahl hatte er als Vertreter von Müller-Klepper im Wahlkreis Rheingau-Taunus I kandidiert. Im Landtag war Seyffardt Mitglied im Ausschuss für Umwelt, ländlichen Raum und Verbraucherschutz, im Petitionsausschuss sowie im Sozialpolitischen Ausschuss. Mit Ablauf der Wahlperiode schied er aus dem Landtag aus.

## Sonstige Ämter
Seyffardt ist Mitglied des Beirates der Rheingauer Winzerbedarf GmbH. Ehrenamtlich ist er Vorsitzender der Teilnehmergemeinschaft Flurbereinigung Eltville-Walluf und ebenfalls ehrenamtlich seit Juli 2013 Präsident des Rheingauer Weinbauverbandes e.V.

## Familie und Persönliches
Hans-Peter Seyffardt ist römisch-katholischer Konfession, verheiratet und hat zwei Kinder. Zu seinen Interessen zählen Auftritte mit dem Rheingauer Mundartverein (siehe Rheingauer Platt) und der Gesang. Seine Schwester Ulrike Neradt war im Weinwirtschaftsjahr 1972/73 Deutsche Weinkönigin.